# Charpey
Charpey este o comună în departamentul Drôme din sud-estul Franței. În 2009 avea o populație de 1.250 de locuitori.

## Evoluția populației
| An        | 1975 | 1982 | 1990 | 1999 | 2006  | 2009  |
| --------- | ---- | ---- | ---- | ---- | ----- | ----- |
| Populație | 637  | 739  | 806  | 901  | 1.164 | 1.250 |